# Вийсте
Вийсте (ест. Võiste) — селище у волості Гяедемеесте, повіту Пярнумаа.
До адміністративної реформи місцевих самоврядувань 2017 року населений пункт входив до складу волості Тахкуранна.

## Історія
Вперше згадується село Вийсте (Weiss) у 1601 році.

## Населення
За даними перепису населення 2011 року, у селищі проживало 462 особи, з них 455 (98,5 %) — естонці.
Станом на 1 січня 2020 року у селищі проживало 450 осіб, з них 220 чоловіків та 230 жінок; дітей віком до 14 років включно — 58 осіб; людей пенсійного віку (65 років і старше) — 104.
Чисельність населення селища Вийсте:
| Рік  | 2000 | 2011  | 2017  | 2018  | 2019  | 2020  |
| ---- | ---- | ----- | ----- | ----- | ----- | ----- |
| Осіб | 531  | ▼ 462 | ▲ 470 | ▼ 460 | ▼ 451 | ▼ 450 |

## Інфраструктура
У селищі працюють загальна освітня школа-дитячий садок (у 2002/2003 навчальному році — 51 учень, у 2009/2010 навчальному році — 36 учнів), народний будинок, бібліотека, магазин, фельдшерський пункт. Діє парафія Естонської євангелічно-лютеранської церкви; богослужіння відбуваються у ризниці церкви Тахкуранна (побудована у 1890—1891 роках, спалена у 1941 році).
У селищі є система центрального водопостачання та каналізації.